# Gelbgrüner Lappenspanner

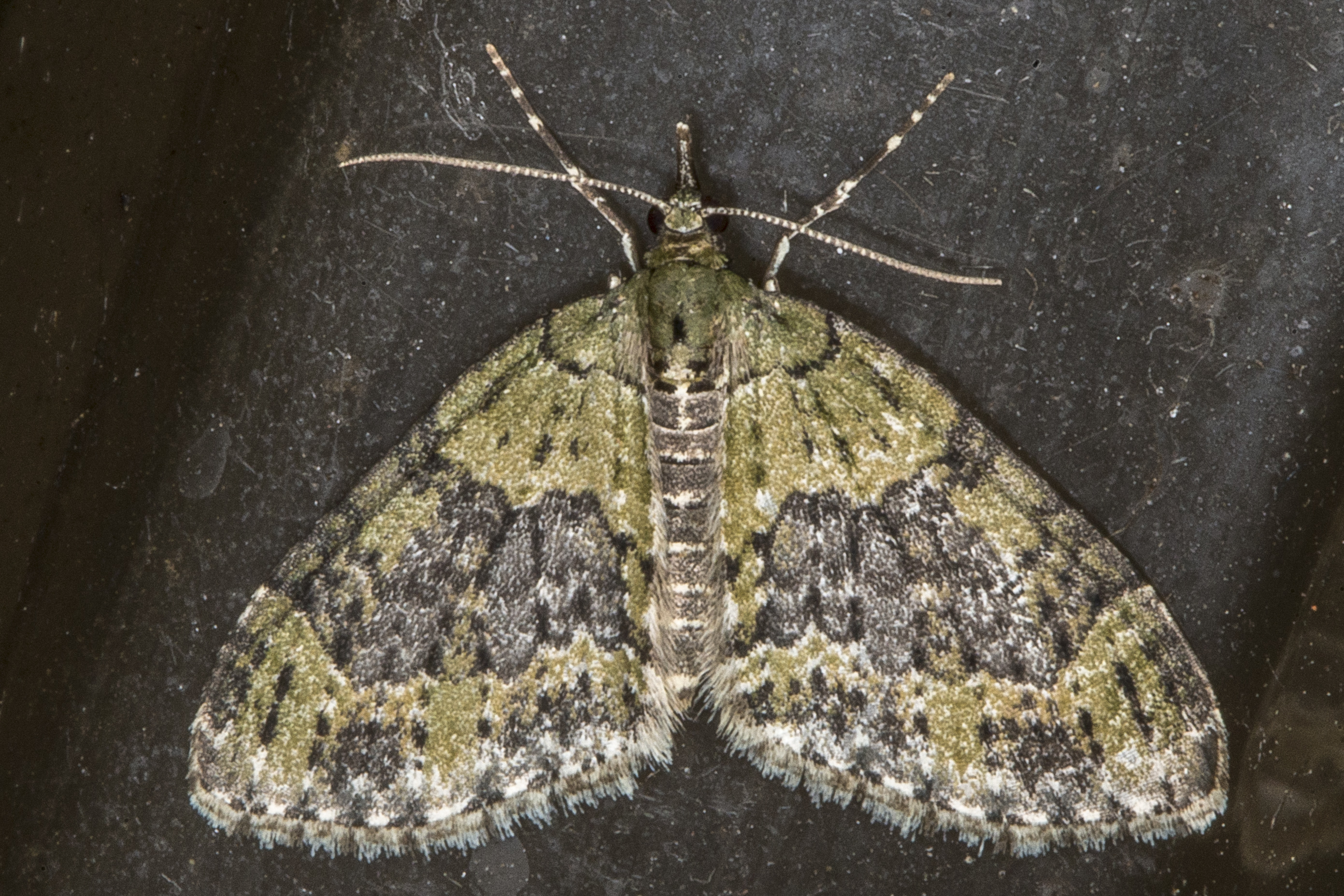
Leicht verblasster Falter

Der Gelbgrüne Lappenspanner (Acasis viretata) ist ein Schmetterling (Nachtfalter) aus der Familie der Spanner (Geometridae). Der Artname leitet sich von dem lateinischen Wort vireo mit der Bedeutung „bin grün“ ab und bezieht sich auf die überwiegend grüne Zeichnung auf der Flügeloberseite der Falter.

## Merkmale

### Falter
Die Flügelspannweite der Falter beträgt 18 bis 23, gelegentlich bis zu 25 Millimeter. Weibchen sind etwas größer als Männchen. Die Grundfarbe der Vorderflügeloberseite ist bei frisch geschlüpften Faltern bei beiden Geschlechtern moosgrün. Mit zunehmender Lebensdauer, insbesondere bei feuchtem Wetter verblasst die Färbung zu einem mehr oder weniger verwaschenen Gelb oder hellen Braun. Das Mittelfeld ist dunkelgrau bis nahezu völlig schwarz. Im Saumfeld hebt sich eine Reihe schwarzer Doppelpunkte ab. Der Außenrand der Vorderflügel ist sehr rund ausgestaltet. Die Hinterflügeloberseite ist braungrau und zeigt einen schwach ausgebildeten Mittelpunkt.

### Raupe
Ausgewachsene Raupen sind gelbgrün gefärbt und zeigen eine aus großen weinroten bis rotbraunen herzförmigen Flecken gebildete Rückenlinie, die auf einigen Körpersegmenten auch unterbrochen sein kann.

### Ähnliche Arten
Die Falter des Christophskraut-Lappenspanners (Acasis appensata) unterscheiden sich durch die überwiegend bräunlich graue Grundfärbung auf der Vorderflügeloberseite.

## Verbreitung, Vorkommen und Unterarten
Das Verbreitungsgebiet des Gelbgrünen Lappenspanners erstreckt sich von den Britischen Inseln und Zentralfrankreich durch Mitteleuropa und die gemäßigte Zone bis zum Ural. In Asien reicht das Vorkommen bis nach Korea. Exemplare aus Nepal und dem Norden Indiens werden als Unterart Acasis viretata himalayica angesehen. Die Art besiedelt viele unterschiedliche Lebensräume, dazu zählen Laub- und Mischwälder, felsige Hänge und Täler sowie buschige Wiesen, Moore und Taigaflächen. In den Alpen ist sie noch in einer Höhe von 1700 Metern zu finden.

## Lebensweise
Die nachtaktiven Falter fliegen in einer ersten Generation überwiegend von April bis Juni sowie gebietsweise in einer zweiten von Juli bis September. Am Tage ruhen sie gerne an Baumstämmen. Nachts besuchen sie künstliche Lichtquellen. Die Raupen ernähren sich von den Blättern, Blüten und Früchten verschiedener Pflanzen, dazu gehören Weißdorn- (Crataegus), Stechpalmen- (Ilex), Geißbart- (Aruncus) und Efeuarten (Hedera) sowie Gewöhnlicher Schneeball (Viburnum opulus), Faulbaum (Rhamnus frangula), Purgier-Kreuzdorn (Rhamnus cathartica), Gewöhnlicher Liguster (Ligustrum vulgare), Eberesche (Sorbus aucuparia) und Japanischer Flieder (Syringa reticulata). Die Puppe überwintert.